# Hidranencefalia
A hidranencefalia é uma condição pouco comum na qual os hemisférios cerebrais não estão presentes e são substituídos por sacos cheios de líquido cerebroespinhal. 

## Características e diagnóstico
Em geral, o cerebelo e o tálamo cerebral formam-se normalmente. Um bebê com hidranencefalia pode parecer normal ao nascer. O tamanho da cabeça e os reflexos espontâneos da criança, tais como respirar, engolir, chorar e o movimento dos braços e as pernas podem parecer todos normais. No entanto, nas semanas seguintes a criança apresenta-se irritável e mostra um aumento na tonicidade ou firmeza da musculatura (hipertonia). Após vários meses de vida podem começar as convulsões e a hidrocefalia (acúmulo excessivo de líquido cerebroespinhal no cérebro). Outros sintomas podem incluir problemas visuais, ausência de crescimento, surdez, cegueira, paralisia e retardo mental. A hidranencefalia é uma forma extrema de porencefalia (um trastorno pouco comum caracterizado por uma cavidade nos hemisférios cerebrais) e pode ser causado por problemas ou lesões vasculares, infecções ou transtornos traumáticos após a 12ª semana de gravidez. O diagnóstico pode atrasar-se por vários meses devido ao comportamento inicial do bebê, que pode parecer relativamente normal. A transiluminação é uma prova na qual passa luz através dos tecidos do corpo e geralmente serve para confirmar o diagnóstico. Algumas crianças podem ter anormalidades adicionais no nascimento incluindo convulsões, mioclonias (movimentos involuntarios rápidos e repentinos) e problemas respiratórios.

## Tratamento
Não existe tratamento regular para hidranencefalia. O tratamento é sintomático e de apoio. A hidrocefalia pode-se tratar com uma derivação (shunt) ventrículo-peritoneal. A expectativa de vida para as crianças com hidranencefalia é mínima. A morte ocorre geralmente antes do primeiro ano de idade. No entanto, excepcionalmente e em raros casos, alguns pacientes com hidranencefalia podem sobreviver durante vários anos.